# Liten lyrfladdermus
Liten lyrfladdermus (Megaderma lyra), ibland kallad stor falsk vampyr, fast den inte dricker blod från andra djur, är en art i familjen storöronfladdermöss. 

## Storlek
Längden varierar mellan 5 och 10 cm och vikten omkring 40 till 60 gram. Arten har gråbrun päls på ovansidan och ljusgrå päls på buken. De stora öronen är sammanlänkade och svansen är bara en liten, osynlig stump.

## Fortplantning
Könsmognaden är 2 år. Den parar sig oftast i november. 
Dräktigheten varar upp till 150 dagar. Honan får bara en unge åt gången. Honor bildar innan ungarna föds egna kolonier som är skilda från hanarna.

## Levnadssätt
Individerna bildar vanligen mindre flockar vid viloplatsen som har 3 till 30 medlemmar. Ibland förekommer större kolonier med 1500 till 2000 medlemmar. Allmänt håller vuxna individer lite avstånd från varandra när de sover men en hona och hennes unge kan vila tätare tillsammans. Liten lyrfladdermus äter mest insekter, även mindre kräldjur, småfåglar, andra fladdermöss, gnagare och fiskar. Jakten sker under natten med hjälp av hörseln och med ekolokalisering. Livslängden varierar ganska mycket. Ibland dör den redan under sitt första år. I fångenskap kan den leva i mer än 18 år. 
Som viloplats används bland annat grottor, byggnader, tunnlar och gruvor.

## Förekomst
Den finns i Indien, Sri Lanka, södra Kina och i många länder över hela Sydöstasien fram till Malackahalvön. Habitatet varierar mellan torra landskap och fuktiga skogar.